# Carabuco
Carabuco es una localidad y municipio de Bolivia, ubicado en la provincia de Camacho del departamento de La Paz.
Se encuentra ubicado a 156 km de la ciudad de La Paz, la sede del gobierno boliviano, y se halla a 3.868 metros sobre el nivel del mar. Según el censo nacional de 2012, el municipio de Carabuco cuenta con una población de 14,520 habitantes.
Carabuco se halla ubicado en las cercanías del lago Titicaca.

## Geografía
El municipio de Carabuco ocupa la parte más meridional y oriental de la provincia de Camacho. Geográficamente está ubicado en el Altiplano boliviano en el borde occidental de la Cordillera Real. 
La topografía del municipio en general es ondulada. No posee ríos permanentes, pero cuenta con el lago Titicaca. 
El municipio limita al norte con el municipio de Moco Moco, al este con el municipio de Chuma de la provincia de Muñecas, al sureste con el municipio de Ancoraimes de la provincia de Omasuyos, al suroeste con el lago Titicaca y al oeste con el municipio de Puerto Acosta.
El clima de la región es un clima diurno típico, en el que la fluctuación de la temperatura media a lo largo del día es más pronunciada que a lo largo de las estaciones. El clima estemplado, seco y frío en invierno, con una temperatura media anual de 14 °C.

## Demografía
De acuerdo con el censo boliviano de 2024, la población del municipio de Carabuco es de 17 248 habitantes.
La población del municipio aumentó entre 1992 y 2024, pero mientras tanto ha ido disminuyendo. Mientras tanto, la población de la localidad ha aumentado en aproximadamente una cuarta parte en las últimas dos décadas:
| Año  | Habitantes (municipio) | Habitantes (localidad) | Fuente |
| ---- | ---------------------- | ---------------------- | ------ |
| 1992 | 13.006                 | 440                    | Censo  |
| 2001 | 16.499                 | 416                    | Censo  |
| 2012 | 14.036                 | 555                    | Censo  |
| 2024 | 17.248                 |                        | Censo  |

## Transporte
La localidad de Carabuco se encuentra a 154 kilómetros por carretera al noroeste de la ciudad de La Paz, sede de gobierno de Bolivia. Desde La Paz, la carretera pavimentada Ruta 2 lleva al norte 70 kilómetros hasta Huarina, desde allí otros 84 kilómetros la Ruta 16 vía Achacachi y Ancoraimes hasta Puerto Carabuco y luego sigue hasta Escoma y Puerto Acosta a lo largo del lago Titicaca.

## Religiosidad y sincretismo
En Carabuco se desarrollan las historias que refieren la Cruz de Carabuco, que habría sido llevada por Tunupa. La cruz se exhibe en la Iglesia del Pueblo

## Patrimonio
En Carabuco se encuentra ubicada la Iglesia colonial del pueblo, declarada patrimonio del Estado Plurinacional de Bolivia.